# Fio de ligação

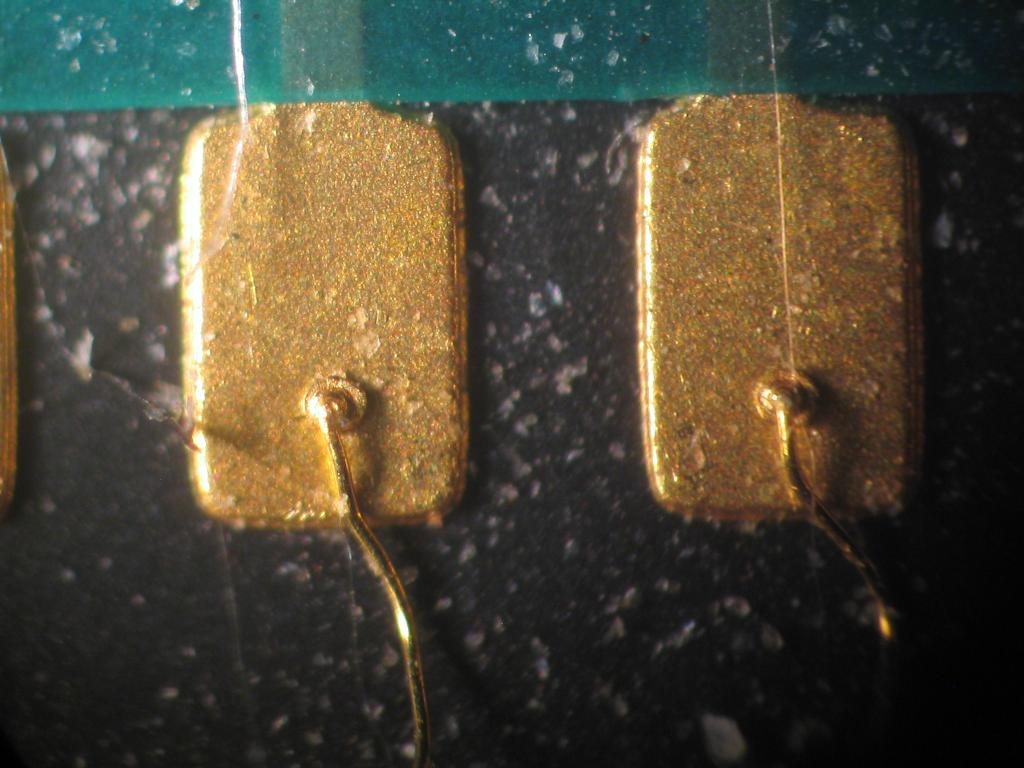
Fio de ouro conectado a um pad de ouro com tecnologia ball bonding.

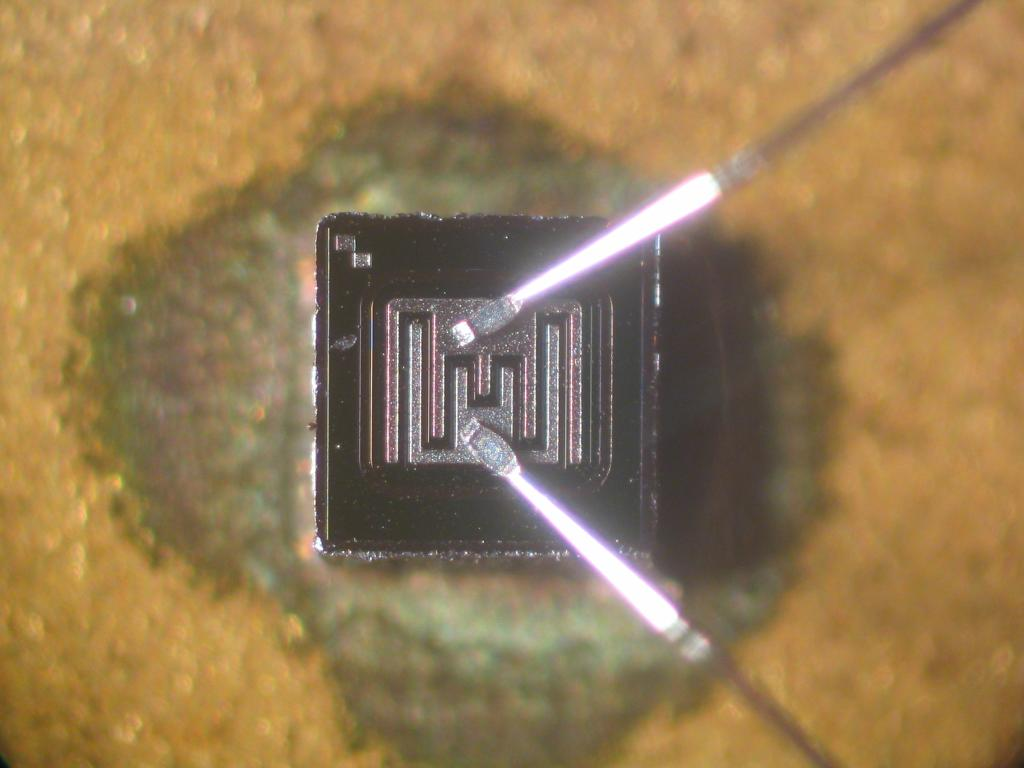
Fios de alumínio conectados ao die de um transístor bipolar KSY34 com tecnologia wedge bonding.

Um fio de ligação (ou bond wire) é um fio metálico usado para fazer interconexões entre um microchip e outros componentes eletrônicos, como parte do processo de fabricação de dispositivos semicondutores (microsoldagem).
A microsoldagem é geralmente considerada como a tecnologia de interconexão mais barata e flexível, e é usada na grande maioria dos encapsulamentos de semicondutores.

## Características
O fio é geralmente constituído por um dos seguintes metais:
- Ouro
- Alumínio
- Cobre

O diâmetro dos fios vai de 15 µm até várias centenas de micrômetros para aplicações de alta energia.

## Tecnologias
Existem duas categorias de tecnologia de solda de fios:
- Ball bonding
- Wedge bonding

O ball bonding geralmente restringe-se a ouro e cobre e exige aplicação de calor na maioria dos casos. O wedge bonding pode usar ouro ou alumínio, e apenas o fio de ouro necessita ser fixado com calor.
Em ambas as tecnologias, o fio é conectado a ambas as extremidades usando alguma combinação de calor, pressão e energia ultrassônica para fazer a solda.